# Surgical Steel
Surgical Steel ist das sechste Studioalbum der britischen Extreme-Metal-Band Carcass. Es erschien am 13. September 2013 bei Nuclear Blast als Comeback-Album nach der Wiedervereinigung der Gruppe im Jahr 2007. Stilistisch wird es als Death Metal mit Einflüssen aus dem Grindcore eingeordnet. Von der Musikpresse wurde das Album sehr positiv aufgenommen.

## Entstehung
Nachdem sich Carcass für einige Konzerte im Sommer 2007 neu formiert hatte, häuften sich die Anfragen für weitere Auftritte in den Jahren 2008 und 2009. Der krankheitsbedingte Ausfall von Schlagzeuger Ken Owen wurde durch die Verpflichtung von Daniel Erlandsson (Arch Enemy) kompensiert, als zweiter Gitarrist fungierte Michael Amott (ebenfalls Arch Enemy). Die Auftritte im Rahmen der Reunion erwiesen sich für die Bandmitglieder als finanziell lukrativ, trotzdem beschloss Amott Anfang der 2010er Jahre, sich mehr auf seine anderen Verpflichtungen bei Arch Enemy und Spiritual Beggars zu konzentrieren. Auch Erlandsson kehrte zu Arch Enemy zurück. Aber Walker wollte die Reunion vorantreiben, konnte Steer davon überzeugen, ein neues Album aufzunehmen und das Duo begann im Sommer 2011 mit dem Songwriting. Es folgte die Verpflichtung von Aborted-Schlagzeuger Daniel Wilding und Carcass begann noch ohne Plattenvertrag und auf eigene Kosten Mitte 2012 mit den Aufnahmen. Als Session-Gitarrist kam Ben Ash hinzu, als Gastmusiker steuerte Ken Owen einige Gesangsparts bei. Als Produzent wählte die Band Colin Richardson, der bereits für die Produktion der vorangegangenen vier Alben verantwortlich zeichnete. Vermutlich aus geschäftlichen Gründen sah sich Richardson außer Stande, auch den Mix des Albums vorzunehmen, hierfür wurde Andy Sneap verpflichtet. Im Februar 2013 gab die Band bekannt, dass die Arbeiten am Album nahezu abgeschlossen seien und dass Carcass nunmehr auf der Suche nach einem Plattenlabel für die Veröffentlichung ist. Schließlich gab das deutsche Label Nuclear Blast im Mai 2013 bekannt, dass es Carcass unter Vertrag genommen habe. Am 9. August erschien die Vorab-Single Captive Bolt Pistol, am 13. September 2013 wurde das Album veröffentlicht.

## Rezeption
Das Album wurde sehr positiv aufgenommen und in Musikmagazinen wie Rock Hard, Metal Hammer und Legacy zum Album des Monats erklärt, für das amerikanische Magazin Decibel ist Surgical Steel das „Death-Metal-Album des Jahres“. Das Album stieg Ende September auf Platz 10 in die Top 10 der deutschen Albumcharts ein und erreichte die Hitlisten unter anderem in Großbritannien, Österreich, in den USA und in der Schweiz. Das deutsche Magazin Visions führte im Frühjahr 2017 das Album in ihrer Liste der 66+6 besten Metal-Alben des dritten Jahrtausends.

## Titelliste
Zwei der Stücke, das Intro 1985 und der zweite Song Thrasher's Abattoir, entstanden in der Frühphase von Carcass Mitte der 1980er Jahre und wurden für das Album erstmals aufgenommen. Die Liedtexte stammen von Jeff Walker, die Kompositionen vom Duo Walker/Steer. An dem Stück The Granulating Dark Satanic Mills wirkte Daniel Wilding mit.
1. 1985 – 1:15
2. Thrasher's Abattoir – 1:50
3. Cadaver Pouch Conveyor System – 4:02
4. A Congealed Clot of Blood – 4:13
5. The Master Butcher's Apron – 4:00
6. Noncompliance to ASTM F 899-12 Standard – 6:06
7. The Granulating Dark Satanic Mills – 4:10
8. Unfit for Human Consumption 4:24
9. 316L Grade Surgical Steel – 5:20
10. Captive Bolt Pistol – 3:16
11. Mount of Execution – 8:25
12. Intensive Battery Brooding – 4:43 (Bonustrack der Digipak-Version)

## Belege
1. ↑  Chartquellen: DE AT CH UK US
2. 1 2 3  Jan Jaedike: Carcass: Im Schlachthaus ist die Hölle los. In: Rock Hard. Nr. 316, September 2013, S. 32 f.
3. 1 2  Thomas Meyns: Interviews: Jeff Walker von Carcass. metalnews.de, 1. September 2013, archiviert vom Original (nicht mehr online verfügbar) am 22. September 2013; abgerufen am 21. September 2013.  Info: Der Archivlink wurde automatisch eingesetzt und noch nicht geprüft. Bitte prüfe Original- und Archivlink gemäß Anleitung und entferne dann diesen Hinweis.
4. ↑  Matthew: Carcass exclusively reveal album title to Terrorizer. Terrorizer, 27. Februar 2013, abgerufen am 21. September 2013 (englisch).
5. ↑  CARCASS – unterschreiben bei Nuclear Blast Records! Nuclear Blast, 23. Mai 2013, abgerufen am 21. September 2013.
6. ↑  Carcass: Presse Feedback. Nuclear Blast, 20. September 2013, abgerufen am 21. September 2013.
7. ↑  o.A.: Die 66+6 besten Metal-Alben des Jahrtausends. In: Visions, Ausgabe 289, S. 52–66.

- v
- d
- b